# CrossMark Breda

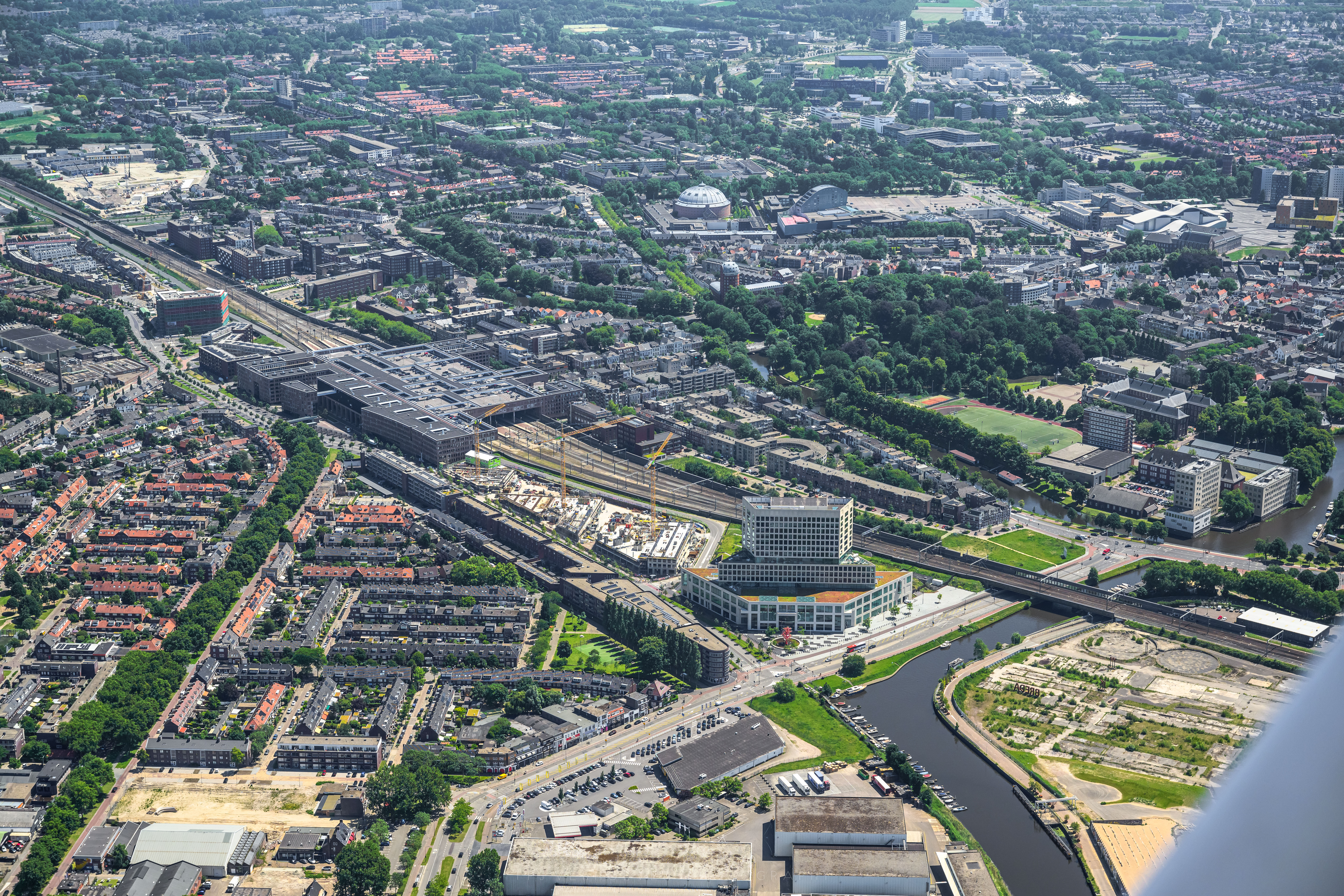
Luchtfoto CrossMark Breda

CrossMark Breda is de projectnaam voor de ontwikkeling van de Spoorzone in het centrum van Breda. Op een oppervlakte van 160 hectare verrijst een nieuw stadsdeel, naast de historische binnenstad van Breda.
In het gebied is onder andere Openbaar Vervoer Terminal Breda, een nieuw station, gebouwd; een ontwerp van de Nederlandse architect Koen van Velsen. Dit station is een van de zes Nationale Sleutelprojecten van het ministerie van Infrastructuur en Waterstaat. Naast de hogesnelheidstrein Intercity direct en de overige treinen, is het station aangesloten op het net van snelbussen richting Oosterhout en de gemeente Etten-Leur. Op het dak van het station zijn 720 parkeerplaatsen gerealiseerd. Verder zijn 6000 fietsparkeerplaatsen, horecavoorzieningen, commerciële ruimtes en 147 appartementen in het station ondergebracht. Het gebouw staat in het nieuw ontwikkelde Stationskwartier. Het vernieuwde station is medio 2016 geheel opgeleverd.
De omgeving van het station verandert in zijn geheel. Het bestaat uit de deelgebieden 't Zoet,  Havenkwartier, Belcrum, Stationskwartier, Spoorbuurt Breda, Liniepark en Drie Hoefijzers. Vier nieuwe buurten en vier bestaande buurten.

De voorlopige planning van CrossMark Breda is:
- Station gereed 2016
- Herontwikkeling Stationskwartier 2007-2025
- Herontwikkeling Drie Hoefijzers 2007-2023
- Herontwikkeling Havenkwartier vanaf 2023
- Herontwikkeling Liniepark 2020-2027
- Herontwikkeling 't Zoet vanaf 2026